# リャゴステラ
リャゴステラ(Llagostera)は、スペイン・カタルーニャ州ジローナ県のムニシピ（基礎自治体）。クマルカ（郡）としてはジロネースの構成自治体のひとつである。

## 地理

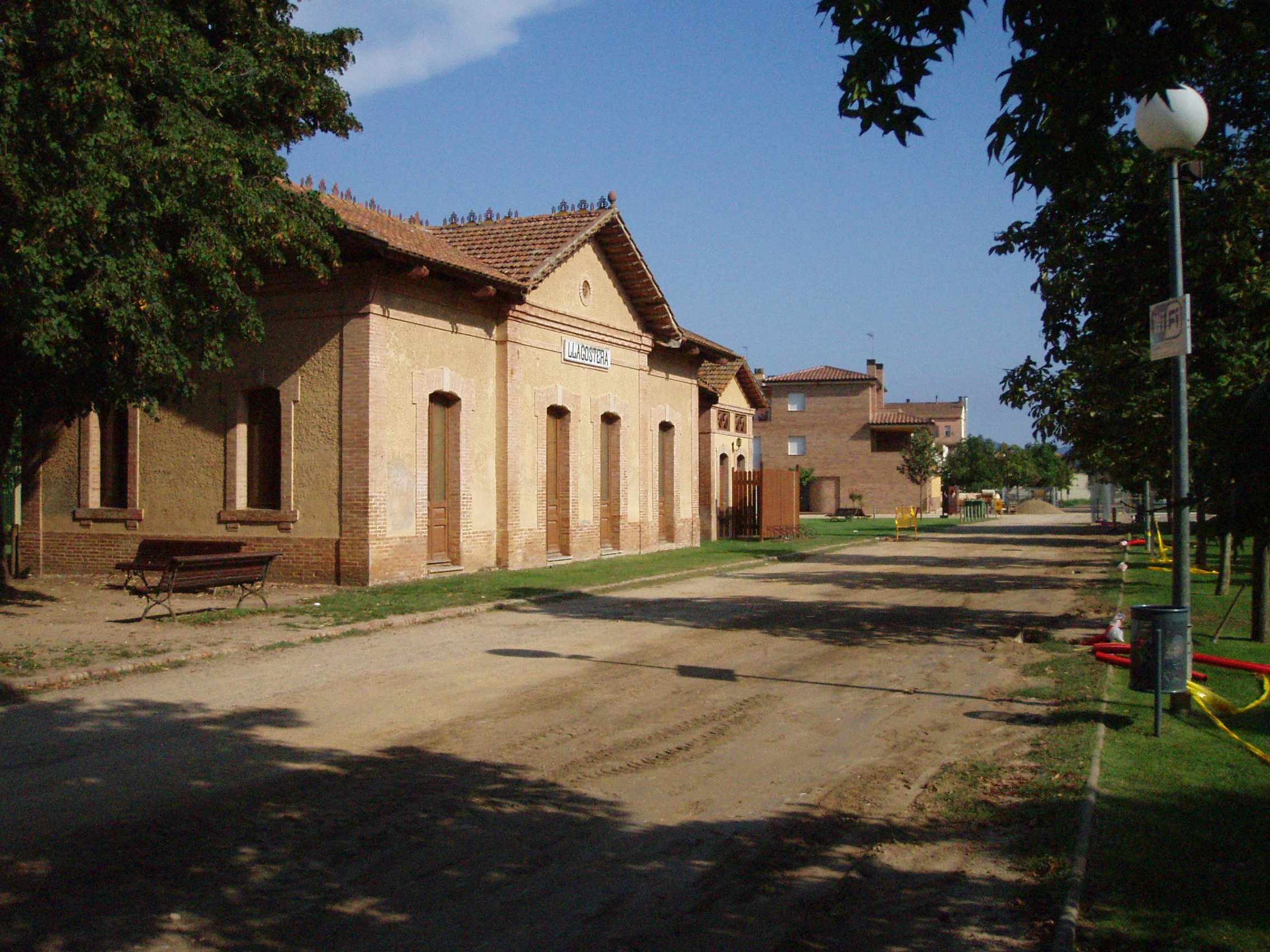
リャゴステラにある鉄道駅跡

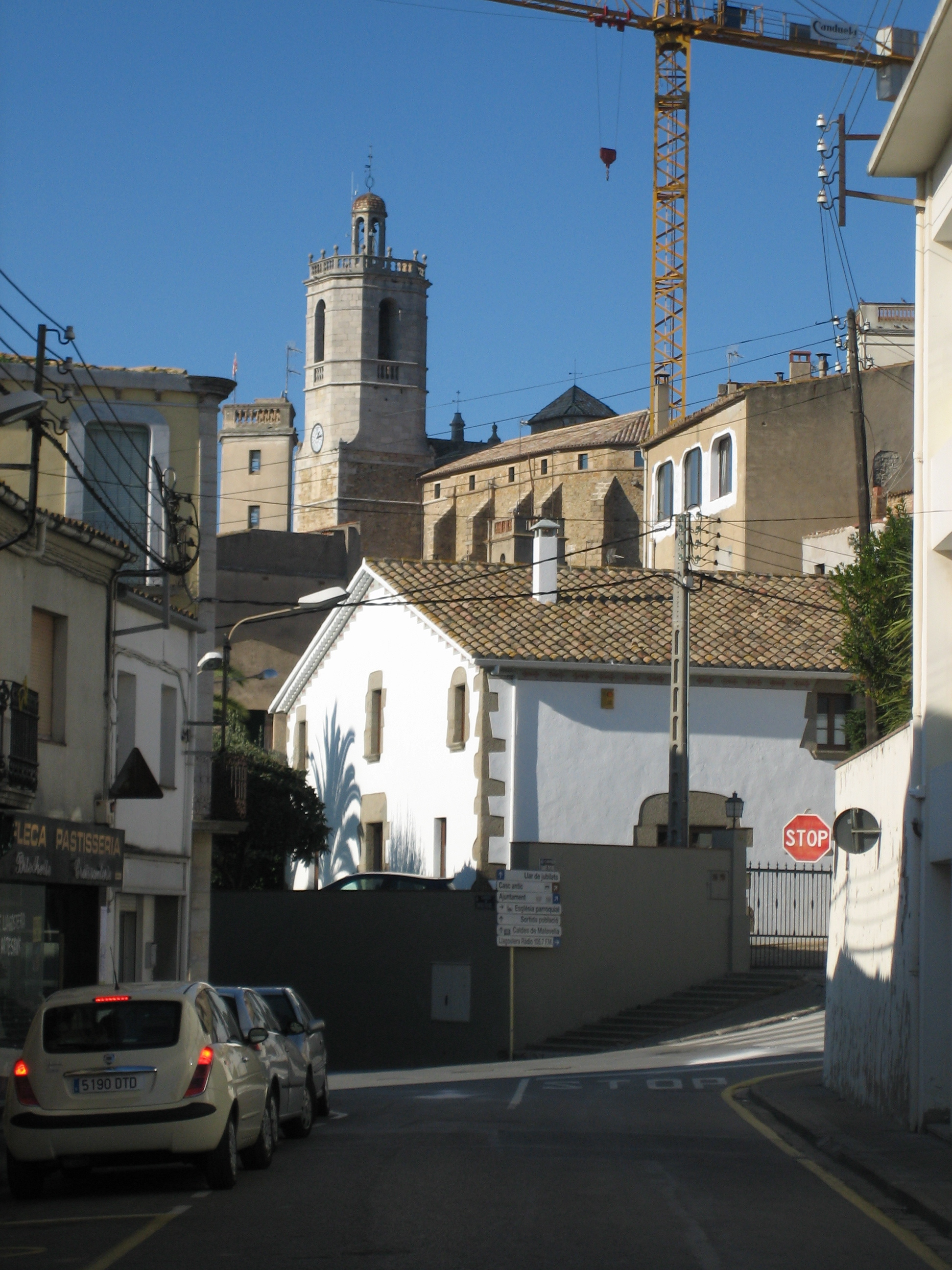
ジョアン・マラガイ通り

ジロネース郡の南端に位置している。北西20kmにジローナ県の県都ジローナがあり、ジローナ近郊にはジローナ＝コスタ・ブラバ空港がある。リャゴステラから地中海のコスタ・ブラバまでの距離は約15kmである。隣接するカルダス・ダ・マラベーリャにはカタルーニャ州の州都バルセロナとジローナを結ぶ鉄道の駅が存在する。かつては地中海沿いのサン・フェリウ・ダ・ギシュルスとジローナが狭軌鉄道で結ばれており、リャゴステラにも駅が存在したが、この鉄道線は1969年に廃止された。道路交通ではC-65号線でサン・フェリウ・ダ・ギショルスやジローナと結ばれている。コルクガシが自生するイベリア半島は世界最大のコルク産地であり、20世紀のリャゴステラはコルク製造や家畜飼料生産で知られた。

## 人口
| リャゴステラの人口推移 1900－2011                       |
|                                                         |
| 出典:INE（スペイン国立統計局）1900年 - 1991年、1996年 - |

## スポーツ
サッカークラブとしてUEリャゴステラがあり、UEリャゴステラはリャゴステラ市営スタジアムをホームスタジアムとしている。UEリャゴステラは2014年にセグンダ・ディビシオンに初昇格し、県都ジローナのジローナFCと合わせてジローナ県のクラブが2クラブもセグンダ・ディビシオンにそろった。リャゴステラ市営スタジアムのピッチサイズは95m×60mであり、FIFAが定める国際大会のピッチ（105m×68m）に比べて長さ・幅ともにかなり短い。標準の収容人数は1,400人だが、2013-14シーズンの昇格プレーオフでは仮設席を含めて3,000人を集めた。リャゴステラ市営スタジアムはセグンダ・ディビシオンのスタジアム基準を満たしていないため、2014-15シーズンは約20km離れた地中海沿いの町、ジローナ県パラモースにあるパラモース市営スタジアムでホームゲームを開催した。

## 見どころ
- サン・フェリウ教会（スペイン語版） – ゴシック様式。
- サン・ロレンソ礼拝堂（スペイン語版） – カタルーニャ建築遺産に登録されている。
- リャゴステラ城址（スペイン語版）
- 何棟かの近代主義建築

## 出身人物
- ジョルディ・ロウラ（スペイン語版）(1967-) : サッカー選手。
- ペップ・サンチェス（スペイン語版）(1971-) : テレビゲーム評論家。
- アルベルト・サバト（スペイン語版）(1985-) : バスケットボール選手。

## 文献
- Guía de Catalunya. Todos los pueblos y todas las comarcas. バルセロナ: カイシャ・カタルーニャ. (1989). ISBN 84-87135-01-3